# Nilufar
Nilufar (persiska: نیلوفر) är ett persiskt kvinnonamn som betyder "lotusblomma.
Namnet förekommer i Iran, Afghanistan, Centralasien, Turkiet och Kurdistan. I Turkiet stavas namnet även Nilüfar eller Nilufer.
Den 31 december 2008 fanns det 30 kvinnor i Sverige med namnet Nilufar, varav 28 med namnet som tilltalsnamn. 11 kvinnor stavade namnet Nilufer. Av dessa hade 9 namnet som tilltalsnamn.

## Personer med namnet Nilufar/Nilüfer
- Nilüfer Yumlu (1955-), en turkisk sångare